# Le fantastiche avventure di Unico
Le fantastiche avventure di Unico (ユニコ?, Yuniko) è un film d'animazione giapponese del 1981 diretto da Toshio Hirata, è basato sull'omonimo manga scritto da Osamu Tezuka.

## Trama
Una mamma unicorno da alla luce i suoi piccoli, tra questi ce n'è uno molto speciale di nome Unico che possiede un potere speciale, è in grado di donare la felicità a tutti gli esseri viventi rendendoli felici e contenti. Purtroppo gli Dei non apprezzano il dono di Unico e così ordinano allo spirito del vento dell'ovest di portarlo sulla Collina dell'Oblio e lasciarlo in esilio per mille anni, e così a malincuore lo spirito ubbidisce separando Unico dalla madre e portandolo via con sé.
Il buon spirito però non ha il coraggio di abbandonare il piccolo Unico sulla collina dell'oblio e decide di lasciarlo sull'Isola del diavolo della solitudine per nasconderlo dagli dei, sull'isola Unico fa la conoscenza di Beezel, il piccolo diavolo della solitudine. Durante la sua permanenza sull'isola Unico offre volentieri la sua amicizia e gentilezza a Beezel nonostante quest'ultimo si comporti in modo freddo nei suoi confronti e tentando in ogni modo di ignorare i buoni sentimenti che riceve, un giorno però Unico cade in mare venendo salvato da Beezel, e così come ricompensa Unico dona a Beezel un corno uguale al suo rendendolo felice e diventando suo amico.
Sfortunatamente gli Dei scoprono il nascondiglio di Unico e così chiamano in loro aiuto il vento della notte ordinandogli di portare il piccolo unicorno sulla collina dell'oblio, e così il vento dell'ovest ritorna da Unico per portarlo via verso un nuovo posto sicuro prima che gli Dei lo trovino, nonostante ciò Beezel decide di seguire il suo nuovo amico ovunque andrà. Unico si ritrova quindi in un nuovo luogo completamente solo come prima, mentre esplora la riva di un fiume Unico incontra e fa amicizia con una gattina abbandonata di nome Katy che ha un grande sogno: incontrare una strega ed imparare la magia. Qualche tempo dopo Unico e Katy trovano una casetta nella foresta abitata da un'anziana signora, Katy crede che la signora sia una strega ma nonostante tenti di comunicare con lei chiedendogli di insegnargli la magia non ci riesce, quella notte Katy si confida con Unico dicendogli che la prima cosa che desidera è trasformarsi in una ragazza umana.
Il giorno dopo Unico utilizza il suo potere trasformando Katy in una ragazza, da quel momento Katy inizia a trascorrere molto tempo con l'anziana signora aiutandola volentieri, ma quando Unico scopre Katy che afferma che sia stata la signora a trasformarla in una ragazza e che vuole solo imparare la magia la ritrasforma in gattina visto che il suo desiderio non era puro e sincero, a causa di questo Katy non riesce più a rendersi utile per l'anziana signora. Un giorno però la signora cade nel fiume rischiando di annegare e Katy si precipita subito a salvarla, grazie al suo gesto generoso ritorna ad essere una ragazza perché Unico gli dice che stavolta il suo desiderio era davvero sincero e puro.
Tempo dopo Katy incontra un cavaliere che si presenta come il Barone Ghost che la invita ad una festa nel suo castello, tuttavia gli dice di venire senza dirlo a nessuno, e così Katy si addentra nella foresta dirigendosi verso il castello, lungo la strada Katy mangia un lampone stregato finendo in stato di trance e così dopo un lungo percorso raggiunge il castello venendo accolta dal barone Ghost. Unico però aveva visto la sua amica comportarsi in modo strano e così decide di entrare nella foresta andando a cercarla, dopo aver superato diversi pericoli e peripezie raggiunge finalmente il castello andando subito a controllare.
All'interno del castello Unico trova Katy sotto ipnosi e scopre che il Barone Ghost non è un essere umano, così dopo averlo attirato al piano di sotto Unico scava un tunnel con il suo corno portando Katy fuori dal castello. Sfortunatamente vengono trovati subito dal malvagio barone che ingaggia un acceso duello con Unico, nonostante il piccolo unicorno riesca a vincere lo scontro il cattivo riesce a stordirlo e riportare Katy al castello. Nel frattempo Beezel incontra il vento dell'ovest che sta andando ad aiutare Unico e la convince a portarlo con sé, e così dopo essere sfuggiti al vento della notte riescono a raggiungere Unico, il vento dell'ovest vorrebbe portare Unico in un altro posto dato che gli Dei lo hanno scoperto di nuovo, tuttavia il piccolo unicorno non ha intenzione di lasciare Katy così si precipita a salvarla.
Unico colpisce il barone facendolo precipitare dal tetto del castello dove rimane trafitto dalla punta di una torre, Unico e Beezel liberano Katy e tutti e tre fuggono dal castello che inizia a crollare, in quel momento dalle macerie emerge il barone che si rivela essere un demone malvagio e gigantesco. Il malvagio inizia a seminare caos e distruzione nella foresta nel tentativo di fermare i tre amici, Unico decide coraggiosamente di fermarlo combattendo contro di lui, durante lo scontro però Unico viene colpito dall'ascia del demone perdendo il suo corno e cadendo a terra privo di conoscenza, Katy e Beezel piangono disperati credendo di aver perso il loro amico. Beezel decide di dargli il corno che aveva ricevuto, grazie a questo gesto Unico si trasforma in un meraviglioso cavallo bianco alato, Unico spiega ai suoi amici che è grazie all'amore che provano per lui che ha reso possibile la trasformazione, e così grazie alla sua nuova forma Unico trafigge il demone che muore sprofondando in una fossa di lava venendo distrutto.
E così la foresta ritorna alla normalità, Katy decide di tornare dall'anziana signora per rimanere insieme a lei, Beezel chiama Unico dicendogli di raggiungerlo, dopo lo scontro Unico ritorna alla sua forma originale e sta per andare dai suoi amici ma in quel momento appare il vento dell'ovest che gli dice che devono andare in un altro posto prima che arrivi il vento della notte, e così a malincuore Unico dice addio ai suoi amici. Quando Katy torna dalla nonna gli racconta le avventure che ha vissuto, quest'ultima capisce che la creatura che ha visto Katy era un unicorno e gli spiega che purtroppo non può rimanere a lungo con coloro che ha reso felice, Katy quindi è costretta a dire addio a Unico sapendo che non lo dimenticherà mai. Anche Beezel è costretto a separarsi da Unico, come regalo di addio Unico ridà a Beezel il corno che aveva ricevuto, quest'ultimo però decide di continuare a seguirlo ovunque andrà. Alla fine Unico se ne va insieme al vento dell'ovest verso un nuovo posto guardando per l'ultima volta i suoi amici sapendo che non lo dimenticheranno mai.

## Personaggi
- Unico: il piccolo unicorno protagonista del film. Dolce, gentile e tenero ma anche coraggioso e determinato ha il potere di donare la felicità agli esseri viventi, proprio per il suo dono sarà costretto a separarsi dalla madre e raggiungere nuovi luoghi. Durante il suo viaggio vivrà nuove avventure e conoscerà nuovi amici anche se sarà costretto a lasciarli alla fine.
- Vento dell'ovest: lo spirito del vento dell'ovest rappresentato come una ragazza gentile e di buon cuore. Ha l'ordine di portare Unico sulla Collina dell'oblio, non avendo il coraggio di farlo decide di lasciarlo in un luogo sempre diverso per nasconderlo. Sarà sempre lei a portarlo da un'altra parte alla fine costringendolo a lasciare i suoi amici.
- Beezel: il piccolo diavolo della solitudine. Inizialmente non apprezza la compagnia di Unico cercando di ignorare la sua amicizia e i suoi sentimenti, ma alla fine si affeziona a lui diventando suo amico e ottenendo un corno sulla fronte uguale a quello di Unico. Quando Unico se ne va decide addirittura di seguirlo in capo al mondo.
- Katy: una gattina abbandonata amica di Unico. Inizialmente sogna di imparare la magia trasformandosi in una ragazza umana per poi tornare gattina, ma grazie al suo buon cuore ritorna una ragazza per rimanere insieme alla nonna. Verrà rapita e imprigionata dal malvagio Barone Ghost venendo poi salvata da Unico.
- Barone Ghost: l'antagonista principale del film. È un malvagio demone trasformato in barone umano che rapisce Katy per tenerla con sé, verrà sconfitto da Unico in un epico scontro.
- Nonna: un'anziana e gentile signora che vive in una casetta nel folto della foresta. Inizialmente viene scambiata per una strega da Katy, quando poi cade nel fiume viene salvata da quest'ultima affezionandosi a lei. Alla fine spiega a Katy che Unico è un unicorno e che oltre a portare la felicità a tutti non può rimanere a lungo con chi ha reso felice.
- Vento della Notte: il vento della notte rappresentato come una ragazza oscura e temibile. Cercherà di fermare il vento dell'ovest e trovare Unico per prima ma senza successo.